# Anisomysis boraboraensis
Anisomysis boraboraensis är en kräftdjursart som beskrevs av Murano 1995. Anisomysis boraboraensis ingår i släktet Anisomysis och familjen Mysidae. Inga underarter finns listade i Catalogue of Life.